# 少年メリケンサック
『少年メリケンサック』（しょうねんメリケンサック）は、2009年2月14日に公開された、日本の映画。監督は宮藤官九郎、主演は宮﨑あおい。キャッチコピーは「好きです! パンク! 嘘です!」。

## ストーリー
レコード会社の新人発掘担当として働くかんな（宮崎あおい）はある日、ネットで絶賛されているパンクバンド「少年メリケンサック」を偶然発見、スカウトのためにメンバーを訪ねる。ところが「少年メリケンサック」は25年前に既に解散しており、当時のメンバーは秋夫（佐藤浩市）をはじめ、現在は人生の落伍者の典型のようなオヤジばかり。
一方少年メリケンサックのネット上での人気は高まるばかりでライブツアーも決まってしまう。かんなはダメ人間ばかりのバンドを復活させるべくマネージャーとして奮闘することになる。

## 登場人物
栗田かんな
演 - 宮﨑あおい
物語の主役。メープルレコードの社員。レコード会社の新人発掘担当として働いている。25歳。少年メリケンサックのライヴ映像を偶然見つけ社長の時田に報告し、メンバーの居場所を探る。実家は回転寿司店を営んでおり、メープルレコードを退職し、実家を手伝うと決めていたが、時田の勝手な命令により、強引にマネージャーに任命されてしまう。家ではマサルと共同生活をしておりマサルの歌を楽しみにしていた。25年後経った現在の少年メリケンサックのメンバーと会うが、メンバー全員がダメ人間となっており、当初の面影とは異なっていた。バンドを復活させるべくマネージャーとして奮闘する事になるが、彼らの駄目すぎるライヴを見て呆れ、一時は広島のツアーの時に彼らを見捨てて逃亡するが、メンバーが放っておけず、少年メリケンサックが真面目にライヴしていた時は中指を立てて笑っていた。当初は泣き虫ですぐに落ち込む性格であったが、秋夫達と出会ってから変わり、反発したマサルに小銭を投げつけたり、更には彼のギターを壊したりするなどしていた。
作並秋夫
演 - 佐藤浩市
春夫の兄で少年メリケンサックのリーダーでベース担当。黒髪と髪が立っているのが特徴。宮城県出身。少年メリケンサックのオフィシャルサイトに彼の電話番号が書かれ、時田の命令により、かんなは秋夫の居場所へ行った。しかし、25年前とはかけ離れており、50歳で髭を生やし昼間でも酒を飲んでいるなどだらしない姿だった。かんなに当時の少年メリケンサックのライヴ動画を見せた時は喜んでおり、再結成が決まった時は髭を剃っていた。秋夫の性格は女であるかんなに蹴りを入れたり、GOAのライヴ中に春夫と妨害したりするなど破天荒ではあるものの、バンドの為に成功したいと言う気持ちは確かである。またカラオケ大会の出演の際に地元の子供達と遊ぶなど子供好きな一面を持っている。ライヴ中に彼はメリケンサックで自分の頬を殴り出血するパフォーマンスをする。またベースだけではなく、ギターも弾く事ができ、学生時代に春夫にギターの弾き方を教えたのも彼である。春夫とジミーが当時、活動していたアイドルグループ少年アラモードのローディをやっていたが、金子が呼んだヤングとその仲間達と共に妨害し、少年メリケンサックを結成した。25年前、春夫が当時やっていたロケットビートが仙台のライヴを終えた際に美保とホテルで一夜を過ごし、ぬいぐるみの中に覚醒剤を入れたのは彼である。また仙台のライヴ中に彼に似た息子が来ていた時は自分の頬を殴りながらベースを弾いていた。その後に秋夫と春夫がギターとベースを振りかざしてしまい骨折してしまう。彼らの腕が治るまでは二人でギターを弾いていた。
作並春夫
演 - 木村祐一
秋夫の弟で少年メリケンサックのギター担当。短髪と首に手拭いを巻いているのが特徴。48歳で秋夫とは2歳も離れている。宮城県出身。作詞も担当しているが、その歌詞は過激であり、かんな曰くインディーズにも出せないほどである。かんなが春夫の実家に訪れた際に秋夫の事に触れられ、激怒してしまいかんなに牛の糞を投げ付け、更に「親父は死んだ」と秋夫に報告しろと伝えた。ライヴの時は無表情でギターを弾いている。GOAとの対バンしていた時に彼等に影で罵倒されて激怒し、GOAのメンバーに暴力を振るった。学生の頃に秋夫の指導によりギターを弾いており、秋夫にバンドのローディとして入れるはずだった。しかし、ジミーと共にバンドとは対極的なアイドルグループ「少年アラモード」をやっていたが、週刊紙では彼のみ目をそらしていた。名古屋のライヴの際に秋夫が少年アラモードのローディをやっており、ライヴ中にギターが折れた時は秋夫に笑われてしまう。ヤングと秋夫の暴動により少年アラモードが解散し、少年メリケンサックを結成。少年メリケンサックだけではなく、ロケットビートと言うメジャーバンドのギターとして加入した。25年前、仙台のライヴを終え美保とホテルへ行くが、実は秋夫が仕込んだ罠であり、ぬいぐるみの中に覚醒剤を入れられ逮捕される。春夫が逮捕されていた後は秋夫がTVの取材の際に「新メンバーやサポートも入れない。春夫が帰ってくるまで3人でやる」と語った。出所した春夫の姿はスキンヘッドとなり、自分が秋夫にはめられた事に気付きその事が原因で秋夫に対し強い恨みを持つ様になる。仙台のライヴの際に秋夫とぶつかりギターを降し腕を骨折してしまう。腕が治るまでは2人でギターを弾いていた。
清水（ジミー）
演 - 田口トモロヲ
少年メリケンサックのヴォーカル担当。短髪と金髪が特徴。若りし頃は春夫と共に少年アラモードをやっていたが、金子が仕込んだヤングの暴動により、少年アラモードが解散。秋夫とヤングの出会いにより少年メリケンサックを結成し、髪の色は黒髪から金髪に、髪型は長髪になった。25年前解散ライヴの時に秋夫と春夫がギターとベース振り回した事が原因の後遺症が残ってしまう。25年後少年メリケンサックを再結成するが、上手く歌えずフラフラの状態だった。しかし、ライヴが続くにつれ歌える様になり、更にははねたり走ったり喋れる様になった（しかし、本人は隠していた様であり、実際は自作自演であると思われる）。
岡本（ヤング）
演 - 三宅弘城
少年メリケンサックのドラム担当。モヒカンと白と赤のメイクが特徴。若りし頃はヤンキーであり、大暴れしていた。金子とはどう言った関係なのかは不明だが、仲間達と少年アラモードのライヴを妨害した。また金子の鼻を殴って曲げたのは彼である。ヤングの名前の由来はメンバーの中で最年少で金子の話によれば、17～18歳でバンドをやり始めており現在は42歳。彼の頭の傷はメリケンサックを拾ったジミーに殴られた跡である（この時、かんなはヤングの傷を見て焼きそば麺のお湯を捨てる連想をしていた）。また秋夫も妨害し、少年メリケンサックを結成した。しかし、25年後の彼は昔とはかけ離れ大人しい性格になってしまったものの、GOAのライヴ中に春夫達と妨害した時はメンバーの首を腕で絞めていた。また痔になって椅子に座れなくなっており、ドラムを叩く時は立ちながら演奏する。メンバー達の前では敬語で使っており、年下であるかんなにも使っている。ちなみに彼の腕にはタトゥーをしており、温泉にはメンバー達と平気で入っていた。また仙台のライヴの後に秋夫と春夫が腕を骨折し、病院に行った際に涙もろい一面を見せた。
スガマサル
演 - 勝地涼
かんなと同棲している恋人でシンガーソングライター。自作の曲「さくららら」を歌っている。広島のライヴの際にかんなが訪れ、彼女のために演奏をするが、やめてしまう。飲食店でアルバイトをしているが、店長にならないかという話で自分には合わないとの事でバイトをやめ、仕事仲間と浮気をしていた事が原因でかんなを怒らせ、小銭を投げつけられ、ギターを叩き壊される。その後は新しく買ったギターを使い演奏するが、バリカンを持ったかんなに髪を剃られ、モヒカンに近い髪になり、秋夫と春夫が腕を骨折して演奏ができない代わりに少年メリケンサックのベースとして強制的に加入させられる。当初は泣きながら参加したが、後になって慣れた模様。また、かんながマサルの曲を時田に聴かせたが、窓から放り投げられ、春夫からも「クソだね」と酷評されるほどであった。
時田英世
演 - ユースケ・サンタマリア
メープルレコードの社長。過激な性格でかんなを強制的に少年メリケンサックのメンバーに会いに行けと命じる。当初は少年メリケンサックを若手バンドだと勘違いしていたが、名古屋のライヴ際には少年メリケンサックを中年メリケンサックと呼んでいた。若りし頃はTELYA、天狗、ドクターというメンバーと共に「近親憎悪」というパンクバンドをやっていた。
金子欣二
演 - ピエール瀧
元少年アラモードのマネージャー。サングラスをかけていて、犬を抱えている。若い頃は少年アラモードと同じくマッシュルームヘアで黒髪だった。熱狂的ファンを暴力を振るうなど過激な性格で若い頃のヤングと仲間を呼び、少年アラモードを解散に追い込んだ張本人。彼の鼻はヤングにメリケンサックで殴られ曲がっている。少年メリケンサックがTV出演の際にあの頃を思い出す様に微笑んでいた。
TELYA
演 - 田辺誠一
ゴージャスなファッションを身に付けている男。メイプルレコードの社員達にはTELYA様と呼ばれている。一人称がテルヤであり、歩く時や拾う時もテルヤと使うなど独特な人物。「アンドロメダおまえ」は名曲となっている。少年メリケンサックがTV出演の際に無表情で聴いていた。時田の話によれば、彼もまた時田と同じパンクバンド近親憎悪をやっていたという。ちなみに時田のオフィスの中に彼の写真の裏にTELYAと時田のバンド近親憎悪の画像が隠してある。
かんなの父
演 - 哀川翔
美保
演 - 烏丸せつこ
25年前ロケットビートが仙台でライブ終えた後に春夫の前に現れぬいぐるみをプレゼントした。春夫と二人でホテルへ行き一夜を過ごすが、実は秋夫が仕込んだ罠であり、ぬいぐるみの中に覚醒剤を入れていた。25年後、再び仙台のライブハウスの前に立っていた春夫と再会し、春夫に25年前の事で謝った。仕事があって観に行けれない代わりに息子が観に行くと伝えた(この時、春夫は自分に甥がいる事は知らなかった)。また美保と秋夫と再会する場面がない為、離婚あるいは別居していると思われる。
TV局の司会者
演 - 中村敦夫
若き日のジミー
演 - 峯田和伸（銀杏BOYZ）
若き日の秋夫、秋夫の息子
演 - 佐藤智仁（現・佐藤祐基）
若き日の春夫
演 - 波岡一喜
若き日のヤング
演 - 石田法嗣
若き日の美保
演 - 水崎綾女
作並巖
演 - 犬塚弘
秋夫と春夫の父。25年前、春夫が逮捕された時に農薬を飲み自殺未遂をしてしまい、寝たきりとなった。春夫がかんなを追い出した際、「秋夫には親父は死んだと言っておけ」と伝えたが、秋夫が実家に帰った時に死んでいないことが発覚、再会した秋夫に中指を立てた。
作並トキ
演 - 小林トシ江
巖の妻であり、秋夫と春夫の母。秋夫が実家に帰った際、仏壇に遺影があり、すでに他界している。
立ち飲み屋の大将
演 - 遠藤ミチロウ（元ザ・スターリン）
生花店の店員
演 - 日影晃（THE STAR CLUB）
ガサ入れの警官
演 - 仲野茂（元アナーキー）、井澤崇行
警官
演 - 浜野謙太（SAKEROCK）、インディ高橋
居酒屋「江戸っ子」の店員
演 - 細川徹
ローディ
演 - UG（ギターウルフ）
名古屋のライヴハウスのローディ。少年メリケンサックの演奏の悪さで嘲笑いし、更には春夫のギターの弦が切れた時も大爆笑していた。
少年アラモード
演 - チン中村、村井守、安孫子真哉（銀杏BOYZ）
ジミーと春夫が当時活動したアイドルグループ。メンバーを乗組員と呼んでおり、ジミー、ハル君、ポテト、チーズ、村井の5人組。彼らの名曲は「僕のネバーマインド号」。当時は熱狂的なファンがおり、元マネージャーの金子がファンに暴力を振るっていた。週刊誌に載るなど有名ではあったが、春夫はアイドルに興味がなく、彼のみ目をそらしていた。名古屋のライヴ出演の時に秋夫が少年アラモードのローディをやっていた。ライヴ中に金子が呼んだヤングとその仲間たちを呼びメンバー全員に暴力を振るい、更には秋夫までも暴れていた事が原因で解散に追い込んでしまう。
GOA
演 - 星野源、田中馨、伊藤大地（SAKEROCK）
大阪のライヴの時に少年メリケンサックと対バンしたロックバンド。最初は少年メリケンサックを尊敬していたが、バンドの悪さで少年メリケンサックを馬鹿にした。それを聞いた春夫がGOAのライヴ中に暴力を振るい、更に秋夫達に妨害され、これが原因で警察沙汰になってしまう。メイプルレコードの所属で売れっ子であることが大阪でのギグ時に栗田かんなから告げられる。また、ビデオ撮影の時には少年メリケンサックに「暴力はやめてほしい」と語った。
ヤングの不良仲間たち
演 - キワメミチ JUNZØ、昭和過激、ラン坊、なめんなよーかい（JAPAN-狂撃-SPECIAL）
清水サチ子
演 - 広岡由里子
ジミーの妻。若かりし頃は少年メリケンサックのファンだった。ジミーをスタジオへ送った時は車イスを押していた。
巌の介護士
演 - 池津祥子
巖の付き添いの看護婦。実家に帰った秋夫に兄はロサンゼルスに住んでいる有名なプロデューサーだと嘘の事を春夫は話していた。
ユキ
演 - 児玉絹世
メープルレコード社員タムラ
演 - 永岡卓也
舞台監督
演 - 田中聡元
ファミレスウェイトレス
演 - 森本ゆうこ
GOAファンクラブのスタッフ
演 - 飛鳥井みや・近藤未来
DJ
演 - 佐藤一博 (MARQUEE / urasuji)
証言者
演 - 平間至、箭内道彦
他
大下絵美、榊原俊、鏑木大知、前田竜希、小林貴祐、岡野淳一、五頭岳夫、ローソンアギミエン、アリア スザーナ、入江美佳、白川政之、太田裕子、川屋せっちん、乙黒史誠、小野関舞、千太郎、岩下くらら、萩原和瑞、小松英彦、阿知猶康、井堀学、日野和彦、長谷川学、若園基寛、辻健二、亀山助清

## スタッフ
- 監督・脚本： 宮藤官九郎
- プロデューサー： 岡田真 / 服部紹男
- エグゼクティブプロデューサー： 黒澤満
- アソシエートプロデューサー： 長坂まき子
- 撮影： 田中一成
- 美術： 小泉博康
- 編集： 掛須秀一
- 音楽： 向井秀徳
- 照明： 吉角荘介
- 録音： 林大輔
- スクリプター： 長坂由起子
- スタイリスト： 伊賀大介
- アニメーション制作： STUDIO 4℃
- 装飾： 肥沼和男
- 擬斗： 二家本辰巳
- キャスティング： 新江佳子
- 助監督： 高橋正弥
- 俳優担当： 河合啓一
- プロデューサー補： 植竹良
- 方言指導： 亀山助清、前田優次
- 製作： 「少年メリケンサック」製作委員会（東映・テレビ東京・小学館・バップ・木下工務店・東映ビデオ・大人計画・吉本興業・ミュージック・オン・ティーヴィ・ViViA・ディーライツ・テレビ大阪・ヒラタオフィス）

## 音楽
主題歌
「ニューヨークマラソン／少年メリケンサック」(作詞：宮藤官九郎/作曲：峯田和伸/演奏：銀杏BOYZ）
エンディングテーマ
「守ってあげたい」(作詞：松任谷由実/作曲：松任谷由実/歌：ねらわれた学園（向井秀徳&峯田和伸））
劇中歌
- 「アンドロメダおまえ／TELYA」(作詞：宮藤官九郎/作曲：向井秀徳）
- 「さくららら／マサル」(作詞：宮藤官九郎/作曲：向井秀徳）
- 「Rocksteady Stew」(作詞：斉藤淳/作曲：FRUITY/演奏：FRUITY）
- 「僕らのネバーマインド号／少年アラモード」(作詞：宮藤官九郎/作曲：向井秀徳）
- 「あいまい模様／GOA」(作詞：宮藤官九郎/作曲：向井秀徳）
- 「自信／マサル」(作詞：宮藤官九郎/作曲：向井秀徳）

## テレビ版
スピンオフ・テレビドラマ作品として『少年メリケンサックを探せ!』が、2008年12月4日から2009年3月までテレビ東京で毎週木曜日20:54 - 21:00のミニ番組として放送された。2009年12月11日に全話収録のDVDが発売。

### テレビ版スタッフ
- 演出：納戸正明
- 構成：宮藤官九郎、細川徹
- 協力プロデューサー：岡田真（東映）
- プロデューサー：鈴木一巳（テレビ東京）、 長坂まき子（大人計画）、清原寛（テレビ大阪）
- 製作・著作：「少年メリケンサックを探せ!!」製作委員会

#### 出演
- 宮崎あおい - 栗田かんな（出演は4話以降）
- ユースケ・サンタマリア - 時田英世
- 宮藤官九郎 - 居酒屋『江戸っ子』店員
- 細川徹 - 同上

| テレビ東京 木曜20:54 - 21:00枠 | テレビ東京 木曜20:54 - 21:00枠 | テレビ東京 木曜20:54 - 21:00枠 |
| 前番組                         | 番組名                         | 次番組                         |
| ------------------------------ | ------------------------------ | ------------------------------ |
| 家電漫才                       | 少年メリケンサックを探せ!      | 天空散歩                       |